# Jung Ho-yeon
Dans ce nom coréen, le nom de famille, Jung, précède le nom personnel.
Jung Ho-yeon (hangeul : 정호연), née le 23 juin 1994 à Séoul, est une mannequin et actrice sud-coréenne.

## Biographie

### Jeunesse et formation
Dès l'âge de 15 ans, Jung Ho-yeon commence à prendre des cours de mannequinat. Elle lance sa carrière en défilant à la Seoul Fashion Week. Par la suite, elle signe avec l'agence sud-coréenne ESteem Models.
En 2014, elle participe à la quatrième saison de l'émission Korea's Next Top Model dans laquelle elle finit en deuxième position. Elle continue ainsi sa carrière de mannequin en défilant à l'international pour de grandes marques notamment Chanel, Louis Vuitton ou encore Gucci.
En 2021, elle commence sa carrière d'actrice dans la série Squid Game, créée par Hwang Dong-hyeok et diffusée sur Netflix en interprétant le rôle de Kang Sae-byeok. La série est un succès mondial et devient la série la plus regardée de la plateforme Netflix avec plus de 111 millions de vues en 27 jours. À la suite de cela, l'actrice devient la nouvelle ambassadrice internationale de Louis Vuitton. En 2022, elle est récompensée pour son rôle dans la série et reçoit le SAG Award de la meilleure actrice dans une série dramatique.

### Vie privée
Depuis 2016, Jung Ho-yeon est en couple avec l'acteur et chanteur sud-coréen Lee Dong-hwi.
En octobre 2021, elle devient la seconde personnalité sud-coréenne la plus suivie d'Instagram derrière Jisoo.

## Filmographie

### Longs métrages
- prévu en 2026 : Hope (호프) de Na Hong-jin : Jeong-ae
- n/a : The Governesses de Joe Talbot[9]

### Séries télévisées
- 2021 : Squid Game (오징어 게임) : Kang Sae-byeok (10 épisodes)
- 2024 : Chicken Nugget (닭강정) : Heung-ja (10 épisodes)
- 2024 : Disclaimer[10]: Kim Jisoo (7 épisodes)

### Clips vidéos
- 2014 : Move, de Kim Yeon-woo (en)
- 2019 : Taste of Acid, de Hot Potato (뜨거운 감자)
- 2022 : Out of Time, de The Weeknd[11], réalisé par Pasqual Gutierrez et R.J. Sanchez
- 2023 : Cool with you, de New Jeans,réalisé par Shin Wooseok.

## Distinctions

### Récompenses
- SAG Awards 2022 : meilleure actrice dans une série dramatique pour Squid Game

### Nominations
- Primetime Emmy Awards 2022 :  meilleure actrice dans un second rôle pour Squid Game